# Марија Вергова-Петкова
Марија Вергова-Петкова (буг. Мария Димитрова Вергова-Петкова. Пловдив, 3. новембар 1950) , била је бугарска атлетска репрезентативка, светска рекордерка у бацању диска, Освајала је медаље  на олимпијским играма, светским , и европским првенствима и универзијадама.

## Значајнији резултати
| Датум    | Такмичење          | Град                    | Пласман  | Резултат м | Детаљи   |
| Бугарска | Бугарска           | Бугарска                | Бугарска | Бугарска   | Бугарска |
| -------- | ------------------ | ----------------------- | -------- | ---------- | -------- |
| 1974.    | Европско првенство | Рим, Италија            | 4.       | 61,42      |          |
| 1975     | Универзијаа        | Рим, Италија            |          | 65,28      |          |
| 1976     | Олимпијске игре    | Монтреал, Канада        |          | 67,30      |          |
| 1977.    | Универзијаа        | Софија, Бугарска        |          | 66,34      |          |
| 1980     | Олимпијске игре    | Москва, Совјетски Савез |          | 67,90      |          |
| 1982.    | Европско првенство | Атина, Грчка            |          | 67,94      |          |
| 1983     | Саветско првенство | Хелсинки Финска         |          | 66,44      |          |

## Рекорди
| Дисциплина   | Резултат | Град   | Датум         |
| ------------ | -------- | ------ | ------------- |
| Бацање диска | 71,80 СР | Софија | 13. јул 1980. |